# Lambert, Hendricks & Ross
Lambert, Hendricks & Ross war ein von 1957 bis 1964 bestehendes Gesangstrio des Jazz, das zunächst aus Dave Lambert, Jon Hendricks und Annie Ross bestand. 1962 schied Annie Ross aus Gesundheitsgründen aus und wurde durch Yolande Bavan ersetzt, weshalb sie als Lambert, Hendricks & Bavan auftraten. Sie hatten in den 1950er und 1960er Jahren große Erfolge mit Stücken, in denen sie gesanglich Instrumentalsolos im Vocalese-Stil nachahmten.

## Entwicklung der Gruppe
Dave Lambert hatte schon in den 1940er Jahren Erfahrungen als Sänger bei Gene Krupa und mit eigenen Gruppen (zeitweise mit Buddy Stewart) gesammelt, wobei er auch vom Bebop und später von King Pleasure (und über diesen von Eddie Jefferson) beeinflusst war. Ein weiteres Vorbild war die Four Brothers-Sektion der Woody Herman Band. 1950 gehörten für eine (unveröffentlichte) Aufnahmesitzung von Lou Williams John Hendricks und Annie Ross bereits zu den Dave Lambert Singers. 1955 nahm Hendricks mit den Dave Lambert Singers für eine Single die Titel Four Brothers (mit dem Text von Hendricks) und Cloudburst auf.
Lambert schloss sich mit Jon Hendricks Mitte der 1950er Jahre zusammen, um weitere Stücke im Vocalese-Stil zu schreiben. Es gelang ihnen, Creed Taylor, der damals für ABC-Paramount arbeitete, von dem Projekt zu überzeugen. 1957 tat er sich mit Jon Hendricks, den er seit 1950 kannte, und der Sängerin Annie Ross zu Lambert, Hendricks & Ross zusammen. Annie Ross hatte ebenfalls zuvor schon Jazzsolos im Vocalese Stil-interpretiert und gehörte auch 1953 für die Clef-Aufnahmesession Charlie Parkers („In the Still of the Night“/„Old Folks“) zu den Dave Lambert Singers.
Das Debütalbum des Vokaltrios war Sing a Song of Basie 1957 mit Basie-Stücken unterstützt von Nat Pierce und Basies Rhythmusgruppe. Im Debütalbum experimentierten Lambert und Hendricks erst mit zehn Background-Sängern, um im Vocalese mehr Instrumente der Big Band zu berücksichtigen, die jedoch zumeist keine Jazzerfahrung hatten. Aus Kostengründen griffen sie dann auf Overdubbing zurück, da das Ergebnis nicht zufriedenstellend war. Aus der Background-Gruppe behielten sie nur Annie Ross. Später verzichteten sie allerdings völlig auf das Overdubbing, das sich als so aufwändig erwies, dass Hendricks aufgrund des Stresses bei der Aufnahme des Debütalbums erkrankte.
Im folgenden Jahr folgte das Album Sing Along with Basie in direkter Zusammenarbeit mit dem Count Basie Orchestra, aufgenommen im Mai und September 1958 für die damalige Plattenfirma von Basie, Roulette Records. Während der Aufnahmen entstand mit einer moderneren Rhythmusgruppe eigene Versionen von Horace Silvers Doodlin’ und von Milt Jacksons Spirit Feel, die United Artists als Single veröffentlichte. Als nächstes Album erschien 1959 The Swingers, das das Trio durchgängig mit moderneren Titeln präsentierte. Dieses Programm präsentierten Lambert, Hendricks & Ross im Sommer 1959 auf dem Newport Jazz Festival und führte zum Vertrag mit Columbia Records, der drei Alben umfasste. Bereits wenige Wochen später wurde damit begonnen, ihr nächstes, viertes Album einzuspielen, The Hottest New Group in Jazz, das 1960 auf den Markt kam. Das Trio wurde noch populärer und 1960 wiederum auf das Newport Jazz Festival eingeladen. 1960 ließen sie das Album Lambert, Hendricks & Ross Sing Ellington folgen, 1962 High Flying with Lambert, Hendricks & Ross .
Nach Ansicht von Will Friedwald schuf die Gruppe „einige der sensationellsten Vokal-Jazz-Stücke, die je gesungen wurden“. Die Rollenverteilung in der Band war ihm zufolge recht festgelegt: „Lambert sorgte für den Sound, Hendricks schrieb die Texte und Annie Ross verlieh dem Ganzen Klasse und Erotik“. Lambert dekonstruierte und arrangierte bestehende Bebop-Partituren von Woody Herman, Miles Davis, Horace Silver und anderen, während Hendricks neue Texte hinzufügte. Hendricks und Ross waren die Gesangsstars der Gruppe, aber gelegentlich stand auch Lamberts eher ungeschliffener Gesang im Mittelpunkt.
1959 bis 1963 führte das Trio den Leser-Poll von Down Beat als Vokalgruppe an und 1962 und 1963 auch den Kritiker-Poll. Lambert, Hendricks & Ross gingen mit Gildo Mahones als Klavierbegleiter auf Tournee, 1959 bis 1962 zusätzlich mit Ike Isaacs und Kahil Madi und später Jimmy Wormworth am Schlagzeug. Lambert, Hendricks und Bavan hatten neben Mahones George Tucker und Jimmie Smith als Begleiter. 1963 traten mit Lambert, Hendricks und Bavan auf dem Newport Jazz Festival auf und 1962 mit dem Brubeck-Armstrong Jazz-Musical The Real Ambassadors auf dem Monterey Jazz Festival (die Studioaufnahme entstand Ende 1961 noch mit dem ursprünglichen Trio). Von dem Auftritt in Newport existieren Filmaufnahmen, von dem in Monterey nicht. 1961 traten sie beim Jazzfestival von Antibes auf.
Nachdem Lambert 1964 das Trio verlassen hatte, wurde er zunächst durch Don Chastain ersetzt; das Ensemble löste sich aber bald darauf auf. Da Lambert bereits 1966 starb, gab es kein Comeback der Gruppe. Sie hatte aber großen Einfluss auf den späteren Jazzgesang, zum Beispiel bei Manhattan Transfer, für die Hendricks auch arrangierte, Les Double Six, Al Jarreau und Bobby McFerrin.

## Diskographie

### Alben von Lambert, Hendricks & Ross
- Sing a Song of Basie, ABC/Paramount 1957 (mit Nat Pierce (Klavier) und der Basie-Rhythmusgruppe Freddie Green, Eddie Jones, Sonny Payne; Aufnahmen 26. August bis 26. November 1957)
- Sing Along with Basie, Roulette 1958 (mit dem Count-Basie-Orchester und Joe Williams)
- The Swingers!, World Pacific 1959[7]
- Lambert, Hendricks, & Ross! (The Hottest New Group In Jazz), Columbia 1960 (mit Harry Sweets Edison, Pony Poindexter, Ron Carter, mit Annie Ross’ Interpretation von Wardell Grays Twisted, mit dem sie schon 1952 Erfolg hatte)
- Lambert, Hendricks & Ross Sing Ellington, Columbia 1960 (mit dem Ike Isaacs Trio)
- High Flying with Lambert, Hendricks & Ross (The Way-Out Voices of Lambert, Hendricks and Ross), Columbia 1962

### Single von Lambert, Hendricks & Ross
Doodlin / Spirit Feel, United Artists 1958 (mit ihrer Version von Doodlin von Horace Silver)

### Lambert, Hendricks & Ross als Side-Group
The Real Ambassadors, Columbia 1962 (Jazz-Musical mit Dave Brubeck und Louis Armstrong mit Bands, LHR singen darauf ebenso wie auch Carmen McRae)

### Reissues (Auswahl)
- Everybody’s Boppin, Columbia Jazz Masterpieces  (enthält The Hottest Group in Jazz und weitere Aufnahmen aus ihren beiden anderen Columbia-Alben)
- Lambert, Hendricks & Ross: The Early Years • 1954–59 Acrobat 2019 (enthält die ersten vier Alben vollständig und drei weitere Titel aus den Jahren 1955 bis 1959)

### Alben von Lambert, Hendricks & Bavan
- Live At Basin Street East, RCA 1963 (Live-Album, im Basin Street East in New York City, mit Gildo Mahones, Klavier, Pony Poindexter, mit einer Version von Cousin Mary von John Coltrane und This Here von Bobby Timmons)[8]
- At Newport ’63, RCA 1963 (Live-Album, Newport Jazz Festival, 5. Juli 1963, mit Clark Terry, Coleman Hawkins, Gildo Mahones (Klavier), George Tucker (Bass), Jimmie Smith (Schlagzeug))[9]
- Havin’ a Ball at the Village Gate (Lambert, Hendricks and Bavan at the Village Gate), Bluebird 1964 (Live-Album im Village Gate, Dezember 1963, mit Booker Ervin, Thad Jones, Pony Poindexter)